# Брюэр, Бриттани
Бриттани Брюэр (англ. Brittany Brewer; родилась 6 ноября 1997 года в Абилине, штат Техас, США) — американская профессиональная баскетболистка, выступала в женской национальной баскетбольной ассоциации за клуб «Атланта Дрим», которым она и была выбрана на драфте ВНБА 2020 года во втором раунде под общим семнадцатым номером. Играет на позиции тяжёлого форварда и центровой.

## Ранние годы
Бриттани родилась 6 ноября 1997 года в городе Абилин (штат Техас) в семье Джейкоба и Мелани Брюэр, у неё есть два брата, Бруклин и Джош, и две сестры, Брианна и Джой, училась же она там же в средней школе Уайли, в которой выступала за местную баскетбольную команду.